# Wilhelm II. von Limburg-Styrum
Graf Wilhelm II. von Limburg-Styrum (* um 1490; † 1521) war Adliger. Durch Abstammung Graf von Limburg, durch Erbe Herr zu Styrum.

## Abstammung
Wilhelm war ein Sohn des Grafen Adolf von Limburg-Styrum (* um 1450; † 20. Oktober 1506) und dessen Ehefrau Elisabeth von Reichenstein (* um 1460; † 30. April 1529).